# Marielle Goitschel
Marielle Goitschel nació el 28 de septiembre de 1945 en Sainte-Maxime (Francia), es una esquiadora retirada que ganó 2 Medallas de Oro Olímpicas (3 Medallas en total), 7 Campeonatos del Mundo (11 Medallas en total), 3 Copas del Mundo en diferentes disciplinas y 6 victorias en la Copa del Mundo de Esquí Alpino (con un total de 15 podiums).

## Resultados

### Juegos Olímpicos de Invierno
- 1964 en Innsbruck, Austria
  - Eslalon Gigante: 1.ª
  - Eslalon: 2.ª
- 1968 en Grenoble, Francia
  - Eslalon: 1.ª
  - Eslalon Gigante: 7.ª
  - Descenso: 8.ª

### Campeonatos Mundiales
- 1962 en Chamonix, Francia
  - Combinada: 1.ª
  - Eslalon: 2.ª
  - Eslalon Gigante: 4.ª
- 1964 en Innsbruck, Austria
  - Eslalon Gigante: 1.ª
  - Combinada: 1.ª
  - Eslalon: 2.ª
- 1966 en Portillo, Chile
  - Descenso: 1.ª
  - Eslalon Gigante: 1.ª
  - Combinada: 1.ª
  - Eslalon: 2.ª
- 1968 en Grenoble, Francia
  - Eslalon: 1.ª
  - Combinada: 2.ª
  - Eslalon Gigante: 7.ª
  - Descenso: 8.ª

### Copa del Mundo

#### Clasificación general Copa del Mundo
- 1966-1967: 2.ª
- 1967-1968: 4.ª

#### Clasificación por disciplinas (Top-10)
- 1966-1967:
  - Descenso: 1.ª
  - Eslalon: 1.ª
  - Eslalon Gigante: 4.ª
- 1967-1968:
  - Eslalon: 1.ª
  - Eslalon Gigante: 5.ª
  - Descenso: 7.ª

#### Victorias en la Copa del Mundo (6)

##### Descenso (2)
| Fecha               | Lugar     |
| ------------------- | --------- |
| 18 de enero de 1967 | Schruns   |
| 3 de marzo de 1967  | Sestriere |

##### Eslalon (4)
| Fecha               | Lugar       |
| ------------------- | ----------- |
| 19 de enero de 1967 | Schruns     |
| 12 de marzo de 1967 | Franconia   |
| 6 de enero de 1968  | Oberstaufen |
| 28 de marzo de 1968 | Rossland    |